# Mitre Square
Mitre Square är ett 24 x 23 meter stort torg i City of London. Torgets södra hörn är platsen där kroppen efter Jack Uppskärarens fjärde offer Catherine Eddowes hittades klockan 01.45 den 30 september 1888.